# Maly Weisenblum
Maly Weisenblum é uma pianista, cravista e professora brasileira. Por muitos anos foi professora na UFRGS, apresentou-se como solista com as principais orquestras brasileiras e desenvolveu uma ativa carreira como camerista.

## Carreira
Natural de Porto Alegre, iniciou seus estudos musicais ainda criança, sendo aluna de piano de Demóphilo Xavier e Natho Henn. Em 1949 passou a estudar com Ilse Woebcke, recebendo também lições de harmonia e contraponto de Ênio de Freitas e Castro. Em seguida fez cursos de curta duração com Hugo Balán, Hans Graf, Karl Schnabel, Hans-Joachim Koellreuter, Tomás Terán, Walter Gieseking e Sebastian Benda. A convite de Benda, em 1955 participou do Festival Bach-Mozart na Bahia como co-solista do Concerto para dois pianos de Mozart, sob a regência de Koellreuter.
Ainda em 1955 fez sua estréia como concertista em Porto Alegre, interpretando o Concerto para piano nº 3 de Beethoven, acompanhada pela OSPA, que segundo o Diário de Notícias foi "um dos grandes sucessos artísticos do ano". O crítico Paulo do Couto e Silva elogiou sua técnica segura, excelente sonoridade, fraseado correto e alto acabamento nos detalhes; sua performance surpreendia e muito se devia esperar dela no futuro. O crítico Angelo Guido louvou seu "elevado e nobre estilo pianístico, absolutamente séria, equilibrada e cheia de calor, sem o mínimo laivo de afetação, rica de compreensão e mergulhada em atmosfera de espiritualidade e encanto", sendo uma intérprete digna das altas exigências da peça, concluindo que "quem ouviu a jovem intérprete no concerto de segunda-feira e viu com que arrebatamento foi aplaudida, [...] mais tarde dela há de lembrar-se, quando o nome de Maly Weisenblum, projetado além das fronteiras do país, brilhar em grandes centros musicais do Velho Mundo".
A convite do professor Hans Graf, dirigiu-se para a Europa, aperfeiçoando-se na Academia de Viena, onde foi aluna de Bruno Seidlhofer, graduando-se com nota máxima. Fez várias apresentações em Viena e cursos no Mozarteum de Salzburgo, onde também se apresentou. Na Academia Chigiana de Siena especializou-se em música de câmara. Recebeu o primeiro prêmio em música de câmara em concurso do Conservatório Real de Música de Bruxelas.
Estava de volta ao Brasil em fins de 1958, realizando concertos com a OSPA em Porto Alegre e recitais em Salvador, Recife, Natal e São Paulo, além de aparecer em programas de rádio e televisão. O compositor e musicólogo Bruno Kiefer escreveu em 1959 dizendo-se surpreendido com os progressos que fizera na Europa, tendo se tornado "uma artista, no sentido mais autêntico da palavra", chegando "àquela fase em que o intérprete já possui todos os pressupostos para estar em completa identificação com a obra", e alcançando "um nível jamais atingido por um pianista porto-alegrense". Em 1960 o Jornal do Dia a chamava de "uma das mais brilhantes figuras do mundo artístico gaúcho". No mesmo ano o crítico carioca Ayres de Andrade a considerou "intérprete de invulgares recursos, quer de técnica, quer de expressividade. [...] Tudo o que ela fez ao piano trazia impresso um cunho de intensa musicalidade".
Na década de 1960 fez numerosas apresentações nas principais cidades brasileiras, recebendo muitos elogios. Foi chamada pelo jornal A Tribuna de São Paulo de "festejada pianista patrícia", "uma das mais destacadas virtuoses do teclado do sul do país e dos meios artísticos nacionais", o Jornal do Brasil do Rio de Janeiro a chamou de "grande musicista", o Diário de Notícias de Porto Alegre destacou a "brilhante carreira" que vinha fazendo diante "das mais exigentes plateias", e o Jornal do Dia de Porto Alegre assinalou o "tanto sucesso que tem alcançado dentro e fora de nossas fronteiras". No II Festival Internacional de Música do Paraná em 1966 foi professora e recitalista, e fez o recital de abertura do III Festival em 1967. Relembrando em 1970 sua participação no III Festival, a crítica Marisa Sampaio a chamou de "grande artista do teclado". Em 1974 foi membro do júri do Concurso Nacional de Piano Natho Henn de Porto Alegre.
Em 1965 foi contratada pelo Instituto Santa Cecília de São Paulo para coordenar o curso de interpretação pianística, já dava aulas em Porto Alegre, e depois lecionou por muitos anos no Departamento de Música do Instituto de Artes da UFRGS, quando sua carreira como concertista passou para segundo plano. Embora ocasionalmente ainda atuasse como solista com orquestras, permaneceu ativa nos palcos principalmente como camerista e, a partir de 1985, como membro estável da Orquestra de Câmara do Theatro São Pedro, onde atuou como cravista. Em 1990 formou um duo com o flautista Ayres Potthoff que permaneceu ativo por dez anos, apresentando-se na França, Alemanha, República Tcheca e Noruega, interpretando obras de compositores europeus e brasileiros. Formou muitos alunos e aposentou-se no Instituto de Artes em 2006.
Gravou LPs com obras de Armando Albuquerque e Bruno Kiefer, elogiada por Edino Krieger por sua interpretação de obras de Kiefer, e em 2000 lançou o CD Recital com Ayres Potthoff, com obras de Bach, Mozart e Beethoven.
Bruno Kiefer dedicou-lhe uma sonata. Foi um dos três recipientes da dedicatória de um livro do filósofo Ricardo Timm de Souza lançado pela editora da PUCRS, dizendo que ela "faz da arte uma pedagogia da dignidade humana". Para o músico e historiador Rogério Ratner, Maly Weisenblum é um dos artistas de origem judaica que deram contribuições de grande importância à música do estado, e a pesquisadora Liliana Andrade a chamou de "proeminente pianista de Porto Alegre". Em 2016 foi homenageada pela UFRGS no Seminário Grandes Mestres da UFRGS como um dos professores que "contribuíram significativamente para o desenvolvimento das áreas da Música e das Artes Cênicas da Universidade".